# Museumsinsel (metropolitana di Berlino)

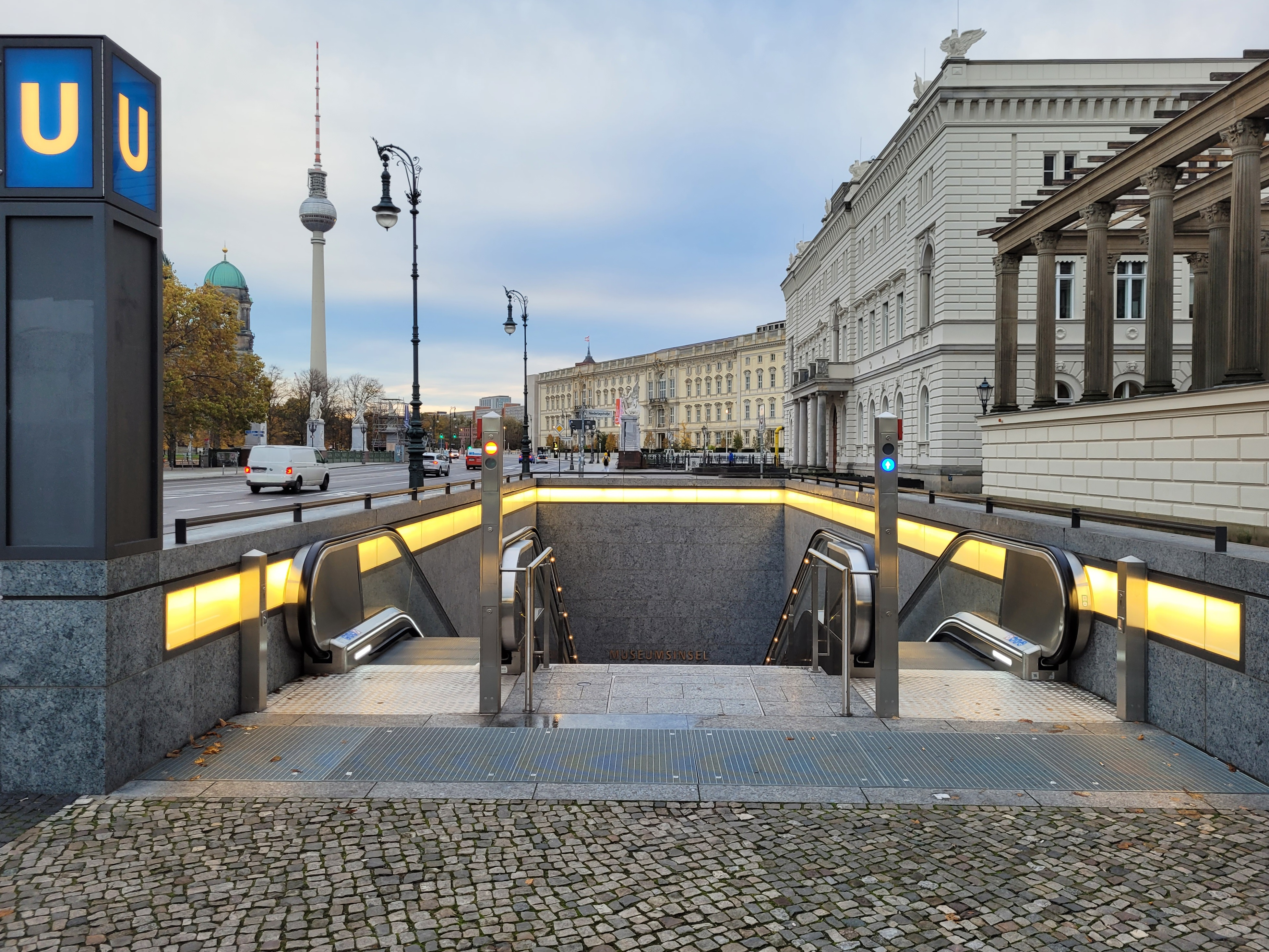
Accesso alla stazione della metropolitana di fronte al Kronprinzenpalais

La stazione di Museumsinsel è una stazione della metropolitana di Berlino, posta sulla linea U5.
Prende il nome dall'Isola dei musei, in tedesco Museumsinsel.

## Nome e localizzazione
La fermata a banchina mediana è posta all'estremità orientale di Unter den Linden in prossimità dell'isola dei musei. Le due uscite occidentali sono accanto all'Arsenale e al Kronprinzenpalais, mentre le tre orientali si aprono sulla Schloßplatz, di fronte al Castello di Berlino.

## Descrizione
La stazione ferroviaria, lunga 180 metri, funge da vestibolo sotterraneo per le più importanti istituzioni culturali della città. Il volume della costruzione è di 4600 metri cubici, mentre le due piattaforme ferroviarie sono sormontate dalle volte a botte dei tunnel, divisi da uno spazio con due file di colonne e dal soffitto piatto. Il progetto, ideato da Max Dudler, si ispira ad un allestimento teatrale di Karl Friedrich Schinkel per l'opera Il flauto magico del 1816: le volte a botte sono di un blu cobalto con punti di luce, con l'intento di ricordare un cielo stellato.

## Costruzione

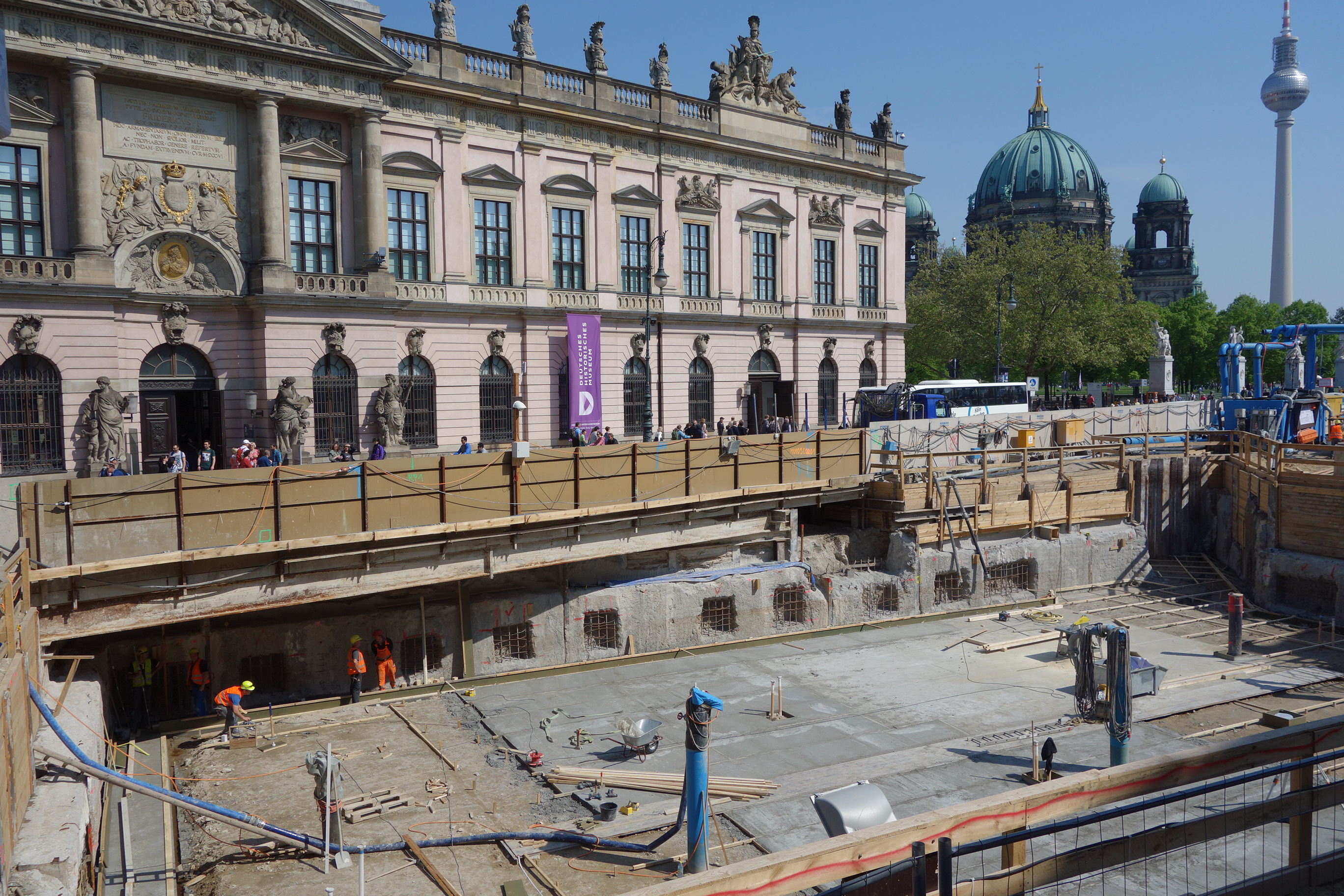
Vista del cantiere della fermata dal lato occidentale, di fronte all'Arsenale, aprile 2014

La parte est della stazione è realizzata sotto il fiume Sprea e accanto alla facciata meridionale del ponte di Schlossbrücke, rendendo la costruzione dal punto di vista ingegneristico particolarmente impegnativa.
Dopo una serie di interventi propedeutici sul luogo, i lavori di costruzione della struttura sotterranea furono avviati nel 2010.
Nel 2014, il passaggio della talpa fresatrice a 16 metri di profondità rispetto al piano stradale, ma a 6,3 metri sotto il letto del fiume Sprea, ha reso necessario il consolidamento del fondale del fiume e mantenerlo in pressione a circa 2,1 bar con 233 tonnellate di sacchi di sabbia. Come misura aggiuntiva, si è dovuto congelare il terreno per impedire eventuali infiltrazioni d'acqua dal fiume soprastante. Tali soluzioni tecniche hanno però aumentato i costi totali del prolungamento di 2,2 chilometri della linea U5 fino alla stazione centrale, di cui Museumsinsel è una delle tre nuove stazioni metropolitane intermedie, dai 433 milioni di euro preventivati a 525 milioni.
L'entrata in esercizio della nuova stazione, inizialmente per la fine del 2020, è stata posticipata al 9 luglio 2021, portando a termine il prolungamento della linea U5, di cui fu in funzione per diverso tempo in un breve tratto, la linea U55.

## Servizi
La stazione disporrà di:
- Biglietteria
- Scale mobili
- Ascensori